# Eustathe Rhomaios
Eustathe Rhomaios (en grec Εὐστάθιος Ῥωμαῖος ; ca. 975–1034) fut un juge de rang élevé et un juriste byzantin.

## Biographie et œuvre
Rhomaios marcha dans les pas de son grand-père en devenant juge à la cour impériale. Au cours de sa carrière, qui commença sous le règne de Basile II, il passa du rang de simple juge (litos krites) à celui de magistros ainsi qu'à la presitigieuse charge de droungarios tes viglas, dont il fut peut-être le premier titulaire en tant que président de la cour de l'hippodrome couvert. Il était tenu en haute estime tant de son vivant que par les juristes postérieurs pour ses connaissances et ses aptitudes à rendre des décisions,.
Rhomaios rédigea plusieurs traités juridiques, comprenant principalement des verdicts, des opinions, etc., pour la plupart cependant perdus. Toutefois, l'un de ces collègues sélectionna certaines parties de son œuvre, les triant par sujet sous 75 titres, publiés sous l'intitulé Peira (« expérience »). La Peira fut conçue comme un manuel. Elle contient « des préceptes, des définitions, et des solutions à des problèmes dans toutes les sphères du droit civil ou pénal », avec des tentatives par le compilateur de déduire des règles générales à partir des décisions de Rhomaios. La Peira resta un livre populaire jusqu'à la période byzantine tardive et fut souvent citée par les juristes byzantins postérieurs,.